# تسويق شامل
التسويق الشامل هو إستراتيجية تسويقية تقرر فيها شركة ما تجاهل الفروقات في قطاعات السوق وتستهدف السوق بأكمله بعرض أو إستراتيجية واحدة، ما يدعم نشر رسالة ستصل إلى أكبر عدد ممكن من الأشخاص. ركز التسويق الشامل بشكل تقليدي على المذياع، والتلفزيون، والصحف لتكون الوسائل الإعلامية المستخدمة للوصول إلى جمهور كبير. عن طريق الوصول إلى أكبر عدد جماهيري ممكن، تزيد نسبة وصول المنتج إليهم، ويرتبط ذلك بشكل مباشر نظريًا بنسب مبيعات أو شراء أكبر للمنتج.
يُعتبر التسويق الشامل نقيض التسويق المتخصص لأنه يركز على نسبة مبيعات مرتفعة وأسعار منخفضة، ويهدف إلى تقديم خدمات ومنتجات تجذب السوق ككل. يستهدف التسويق المتخصص شريحة مخصصة جدًا من السوق، على سبيل المثال، السلع أو الخدمات المتخصصة التي لها عدد قليل من المنافسين في السوق أو التي لا منافسين لها على الإطلاق.

## خلفية
تعود أصول التسويق الشامل أو التسويق المفتوح إلى عشرينيات القرن المنصرم بالتزامن مع انطلاقة  استخدام البث الإذاعي الشامل. أتاح ذلك الفرصة للمؤسسات التجارية لجذب شريحة كبيرة من العملاء المحتملين. وفقًا لذلك، توجب تغيير التسويق المتنوع لإقناع جمهور كبير بالحاجات المختلفة لشراء الشيء نفسه. تطورت هذه الصناعات على مر السنوات لتصبح صناعة عالمية تجني مليارات الدولارات. على الرغم من تراجعها في أثناء الكساد الكبير، استعادت شعبيتها واستمرت بالتوسع خلال أربعينيات وخمسينيات القرن العشرين. تباطأ تقدمها خلال فترة الحركات المعادية للرأسمالية في الستينيات والسبعينيات قبل أن تعود بشكل أقوى من السابق في الثمانينيات والتسعينيات حتى اليوم. حصلت هذه الاتجاهات نتيجة الرواج المشابه لوسائل الإعلام الشاملة، التي تُعتبر أساس التسويق الشامل. خلال معظم فترات القرن العشرين، اتبعت شركات منتجات استهلاكية رئيسية استراتيجيات التسويق، والإنتاج، والتوزيع، والترويج الشامل للمنتج نفسه بالطريقة نفسها مستهدفة جميع المستهلكين. يخلق التسويق الشامل أكبر سوق محتملة، ما يؤدي إلى تكاليف مخفَّضة. يُطلق عليه اسم التسويق الكلي أيضًا.
انتقلت النشاطات التسويقية على مر السنين بشكل ملحوظ من اتباع أشكال تقليدية مثل التلفزيون، والمذياع، والإعلانات المطبوعة إلى أشكال رقمية أكثر مثل استخدام المنصات الإعلامية على شبكة الإنترنت للوصول إلى الكثير من المستهلكين. يشرح هوانغ (2009، كما ورد في شيو وآخرين عام 2015)، ثلاث سمات رئيسية عززها التسويق الرقمي، الأولى هي «القوة الاختراقية» التي تعني القدرة على الوصول إلى دائرة أوسع من العملاء في السوق، وذلك بفضل سهولة الاتصال على شبكة الإنترنت. يتيح التسويق الرقمي للمسوقين إمكانية الوصول إلى شريحة أكبر من الجمهور بطريقة أكثر كفاءة وفعالية من حيث التكلفة، وهو الهدف المطلق للتسويق الشامل.

## الإقناع في التسويق الشامل
لنجاح حملة التسويق الشامل، يجب على الإعلان أن يجذب «مجموعة من الاحتياجات للمنتج التي يعرفها معظم المستهلكين في السوق الهدف». (بينيت وسترايدوم، 2001). في هذه الحالة، من المهم تقسيم العملاء إلى تخصصات مختلفة لأن المنتج يجب أن يجذب رغبات أو/و حاجات أي مستخدم كان. نجحت العديد من حملات التسويق الشامل عن طريق إقناع الجماهير باستخدام إستراتيجية الطريق المركزي للإقناع، بالإضافة إلى استخدام الطريق المحيطي إلى الإقناع، وذلك وفقًا لنموذج احتمال التوسع. يوضح لين وآخرون أن الأنواع المختلفة للإقناع تعتمد على «المشاركة، أو التفكير في القضية، أو التوسع الذي يكرسه الشخص لتقديم رسالة مقنعة» (2013). تُعتبر الحملات السياسية مثالًا رئيسيًا عن إستراتيجية الإقناع المركزي في التسويق الشامل، إذ يتضمن محتوى التواصل مستوى تفكير مفضل يسعى إلى تحقيق استجابة معرفية. على النقيض من ذلك، سيقنع إعلان معجون الأسنان الجمهور عادة بطريقة محيطية. كان جون واطسون أحد علماء النفس الرائدين في التسويق الشامل بتجاربه في مجال الإعلان.

## المنهج القسري
يُعتبر المنهج القسري أحد مناهج التسويق الشامل. يتضمن الوصول إلى أكبر عدد من الناس عن طريق التلفاز، والتلغراف، والمذياع. أما على شبكة الإنترنت، فيشير إلى الإعلانات الكثيرة التي تأخذ شكل لافتات أو إعلانات نصية في أكبر عدد من المواقع الإلكترونية، بهدف الحصول على عدد كافٍ من المشاهدات التي ستتحول إلى مبيعات. أحد الأمثلة عن التسويق القسري هو بث إعلان ما على التلفاز في أوقات الذروة، دون التركيز على مجموعة معينة من الجمهور. يزيد المنهج القسري من احتمال إصابة الهدف عندما يكون من الأصعب التركيز على مجموعة واحدة.
أحد العقبات محتملة الحدوث في حال اتباع المنهج القسري هي أن كل متلقٍ قد يفسر الرسالة بطريقته الخاصة، سواء أكانت هذه هي الطريقة التي يعنيها المرسل أم لم تكن. بمعنى آخر، يمكّن «الإطار المرجعي» المتلقيَ من فهم رسالة علامة تجارية ما بطريقة معينة، لذا قد تتشوه نية المسوق. يدّعي كل من داهلن ولانج وسميث (2010) أن لكل متلقٍ «سلوكيات، وقيم وتصورات مختلفة نابعة من المعرفة، أو الخبرة، أو تأثير الآخرين». في حالات عدم وجود سوق هدف معين، على المسوقين الشاملين التركيز على جذب انتباه المستهلكين بطرق «مختلفة، ومفاجئة، وأصلية، ومسلية» بهدف توليد الاستجابات المرغوبة.

## الاستخدام وبيع المنتجات
يُستخدم التسويق الشامل للتأثير على تغيير سلوك أكبر عدد ممكن من الجمهور. عادة ما يأخذ ذلك شكل بيع سلعة ما مثل معجون الأسنان. لا يُصنع معجون الأسنان خصيصًا لمستهلك واحد دون الآخر، ويُباع بكميات ضخمة. يرغب الشخص أو الشركة المصنعة لمعجون الأسنان بدفع عدد أكبر من الأشخاص إلى شراء العلامة التجارية المحددة الخاصة بهم بدلًا من علامات تجارية أخرى. الهدف من ذلك هو أن يتذكر المستهلك المنتج الذي تم التسويق له عندما يكون له خيار انتقاء معجون الأسنان. يُعتبر التسويق الشامل نقيض التسويق المتخصص، وفيه يُصنع المنتج لشخص أو مجموعة من الأشخاص على وجه الخصوص. يُعتبر أثاث المنزل، والأعمال الفنية، والسيارت، والتجمعات السكنية، والمشروبات الغازية، والحاسبات الشخصية من المنتجات التي تتبع إستراتيجية التسويق الشامل. عادة ما تخضع الأشياء التي تُعتبر ضرورية أو أساسية للمستهلك إلى إستراتيجية التسويق الشامل. تقدم مصادر التسويق الشامل حلولًا تسويقية فعالة من حيث التكلفة للشركات الصغيرة ومتناهية الصغر، من بينها الأعمال جديدة النشأة. تخضع «منتجات» مثل السياسيين وخدمات من مهن مثل المحاماة، والعلاج اليدوي، والطب للتسويق الشامل أيضًا.

## التأثير النفسي
انتُقد التسويق الشامل بسبب تأثيره النفسي على المشاهدين، إذ يعتقد النقاد أنه يجعل القارئ أضعف في مواجهة قضايا مثل اضطرابات الطعام. في مقالة كتبها شارلين هيس بيبر وآخرون عام 2006، في صحيفة وومنز ستاديز إنترناشيونال فوروم (بالإنجليزية: Women’s Studies International Forum)، صرحوا قائلين إن «صناعات الطعام والحمية والرشاقة التي تدعمها وسائل الإعلام، تتبنى رسالة مفادها أن استقلالية المرأة بشكل عام تعني تطوير النفس وضبطها، وأن الوصول إلى الصورة المثالية للجسد النحيل جدًا مسؤولية المرأة».
يلاحظ النقاد أيضًا أن المسوقين يدفعون الناس إلى ملء استبيانات تحتوي على أسئلة معينة تتيح لهم الحصول على المزيد من المعلومات التي يحتاجونها لاستهداف العملاء المحتملين وإقناعهم، ما قد يسبب التلاعب بهم ليصدقوا أنهم بحاجة إلى تسويق المنتج أو يرغبون بذلك. استُخدم التسويق الشامل تاريخيًا للترويج لمنتجات مثل غسول الفم والسجائر عن طريق الإعلانات والشعارات، للوصول إلى الأسواق التي لم تفترض مسبقًا أهمية المنتج في حياتهم اليومية.